# Амати, Николо
Нико́ло Ама́ти или Никола Амати (итал. Nicola Amati) (3 декабря 1596, Кремона — 12 апреля 1684, там же) — один из известнейших итальянских мастеров — производителей музыкальных инструментов, представитель семейства Амати. Создатель многих смычковых инструментов, в том числе и виолончелей. Учитель таких прославленных мастеров по созданию смычковых инструментов, как Якоб Штайнер, Антонио Страдивари и Андреа Гварнери.

## Биография
Николо Амати родился 3 декабря 1596 года в Кремоне. Его отцом был Джироламо (Иероним) Амати — сын Андреа Амати, основателя скрипичной школы. Он, как и вся его семья, жил и работал в Кремоне. Николо Амати является наиболее известным представителем семейства.
Амати довёл тип скрипки, выработанный его предшественниками, до совершенства. В некоторых скрипках увеличенного формата (364—365 мм), так называемых Grand Amati, он усилил звучание, сохранив мягкость и нежность тембра. При изяществе формы его инструменты производят более монументальное впечатление, чем работы его предшественников. Лак золотисто-жёлтый с лёгким коричневым оттенком, иногда встречается и красный. Отличны и виолончели Николо Амати. Созданных им скрипок и виолончелей сохранилось очень немного — чуть больше двадцати.
Одним из учеников мастера был его сын Джироламо Амати 2-й (1649—1740). Однако он не оправдал надежд отца, и при нём знаменитая школа была закрыта.
Николо Амати умер 12 апреля 1684 года в Кремоне.

## Образ в кино
- 1987 — «Визит к Минотавру» (СССР). В роли Николо Амати — Ростислав Плятт.
- 1988 — «Страдивари» (Италия). В роли Николо Амати — Леопольдо Триесте.